# イギリス領北ボルネオ

イギリス領北ボルネオ
British North Borneo (英語)
British Borneo Utara (マレー語)

国の標語: Pergo et Perago（ラテン語）国歌: God Save the Queen（英語）
女王陛下万歳
イギリス領北ボルネオの地図

イギリス領北ボルネオ（イギリスりょうきたボルネオ、英語: North Borneo）は、現在の英連邦加盟国マレーシア連邦のボルネオ島部分のうち、サバ州を統治していた英国領植民地の名称である。

## 概要
ボルネオとは、マレー系王朝ではあるもののマラッカ王国など半島部分とは、別の王朝として古くからこの島に存在したブルネイ王国に由来する名称で、ブルネイのスルタンより内戦鎮圧の功績を認められた白人入植者が独自の領土を与えられたことに始まる。他のアジア地域における英仏系植民地と異なる出自を持つこの地域は、次第に英国本国から離れ、徐々にブルネイから領土を削り取ることに成功し、19世紀中頃には独自の異民族による住民統治という個人国家を建設した「白人王」ジェームズ・ブルックによって領地の独立が試みられた。これは最終的に成功し、1846年、現在のサラワク州付近にサラワク王国が設立され、当時の欧米列強や大日本帝国および清朝・中華民国もシーレーンの要衝にあたる同国を国家承認した。
このサラワク王国の地域の北に、中小規模な領土のみが残ったブルネイ・ダルサラーム王国を挟み、北に拡がるサバ州はイギリス東インド会社の直轄植民地とされた。このサバ州の部分を「英領北ボルネオ」と呼んだ。このボルネオ島北部が3等分された状態は20世紀に入っても変わらず、当時はマレー半島とシンガポールおよび北ボルネオが英国植民地であり、この地域の独立国はシャム王国（現在のタイ王国）を除いて存在しない時期であった。ボルネオ島ではブルネイ王国と、事実上の島の支配者であり、一時はブルネイのスルタン以上の権力を誇っていた白人王朝サラワク王国と駐留英国軍が握っていた。
この後1941年まで、3代にわたり続いたジェームス・ブルックの世襲王朝（英領南ボルネオ地域サラワク王国)は、第二次大戦中にシンガポールでの無条件降伏をもって英国東洋艦隊を無力化し、その後オランダ領東インドのボルネオ（現在のインドネシア領カリマンタン地域）も含めて白人利権を追放した日本軍によって解体され、第3代白人王ヴァイナー・ブルックは、軍政下から交渉によってオーストラリアに亡命、王は日本軍が撤退した戦後もサラワク王国への帰国を望まず、そのままオーストラリアで市民権を得た。旧サラワク王国は英領北ボルネオに統治権を譲り、英領北ボルネオがサラワク地方も併せて統治するようになり、この状態は1945年以降も続いた。
その後、この地域はクアラルンプールを首都とするマレー半島部分と同じ国家として統合される運びとなり、各州にスルタンを置く連邦制を採用した立憲君主制連邦国家マレーシア連邦の建国によって、現在の形であるマレーシア連邦サバ州およびサラワク州（ブルネイ王国は英連邦加盟独立国として残存）となったが、いずれも英連邦加盟国家であり、英国軍やオーストラリア軍などと共に集団的安全保障体制を敷いている。

## 通称：英領南ボルネオ「サラワク王国」との関係
既にマレー半島部分は直轄海峡植民地であるペナン島やシンガポール島を分離する形でイギリスの植民地もしくは保護国となり、この地域に外国の影響を受けずに自主決定権を行使可能な独立国家はシャム王国(現在のタイ王国）だけになっていた。19世紀半ばのブルネイ王国領地内僻地では原住民の反乱が相次ぎ、ブルネイ王国のスルターンは1839年に、サラワクのクチンにやって来たイギリス人の探検家ジェームズ・ブルックに鎮圧を依頼した。ブルックは、ほとんど英語話者が存在しなかった事も幸いし、シンガポール島を要塞兼本拠地とする英国海峡植民地政庁軍事組織の協力をとりつけた事で反乱の武力鎮圧に成功し、ブルックにはスルタンからの褒賞としてサラワク地域（現在のサラワク州）が割譲され、白人初の「ラージャ（藩王）」に任じられた。ブルックは“白人王 (White Raja)”の称号を与えられ、ここにサラワク王国が建国された。サラワク王国は独自の社会を形成し、英国式立憲君主制国家を目指して各種制度を制定した。日本でも明治維新以降から存在が知られていたこの世襲王国は、昭和期に至るまで約80年間程存続しており、「東南アジアに存在する白人王のイスラム教王国」として世襲王朝として3代続いた。第二次大戦を経て統治継続を望まなかったブルック家の申し出により、戦後の南ボルネオ地域はマレー領植民地に戻ってきたイギリス軍の支配下に置かれ、マレーシア連邦の成立によって、北ボルネオは同国サバ州となり、元サラワク王国地域はサラワク州となった。現在でも一部ではサラワク王国時代の教育を受けた住民がおり、サラワク州住民のアイデンティティはマレー半島に住むマレーシア国民と様々な点で差異が見受けられるとされている。複雑な流れを経て南北両ボルネオ（ブルネイ王国を除く）地域は、マレー半島以外のマレーシア領土を形成する連邦構成地域となった。